# 马克特施瓦本
马克特施瓦本是德国巴伐利亚州的一个市镇。总面积10.86平方公里，总人口12122人，其中男性5981人，女性6141人（2011年12月31日），人口密度1 116人/平方公里。